# スフドル・ナド・オドロウ - ノヴィー・イチーン線
スフドル・ナド・オドロウ～ノヴィー・イチーン線（チェコ語: Železniční trať Suchdol nad Odrou – Nový Jičín）は、チェコ国鉄の鉄道線の名称である。路線番号は278。
1880年、ノヴィー・イチーン地方鉄道によって開業した。ノヴィー・イチーンへの唯一のアクセス鉄道である。

## 運行形態
全て各駅停車で、1時間に1本の運行。多くはスフドルで、270号線オストラヴァ方面特急と接続する。
2018年以前は、2時間に1本（時間帯により1時間に1本）の運行であった。

## 駅一覧
以下では、チェコ国鉄278号線の駅と営業キロ、停車列車、接続路線などを一覧表で示す。なお、全て各駅停車である。
| 路線名 | 駅名                                 | 駅間営業キロ | 累計営業キロ | 接続路線                                                                                          | 所在地                 | 所在地               |
| ------ | ------------------------------------ | ------------ | ------------ | ------------------------------------------------------------------------------------------------- | ---------------------- | -------------------- |
| 278    | スフドル・ナド・オドロウ駅           | -            | 0.0          | 271号線（ブルノ/プラハ方面、オストラヴァ方面） 276号線（ブヂショフ方面）、277号線（フルネク方面） | モラヴィア・スレスコ県 | ノヴィー・イチーン郡 |
| 278    | シェノフ・ウ・ノヴェーホ・イチーナ駅 | 6.3          | 6.3          |                                                                                                   | モラヴィア・スレスコ県 | ノヴィー・イチーン郡 |
| 278    | ノヴィー・イチーン駅                 | 1.9          | 8.2          |                                                                                                   | モラヴィア・スレスコ県 | ノヴィー・イチーン郡 |